# むきそば
むきそばは山形県酒田市の郷土料理。麺としての蕎麦ではなく、ソバの実を使用した料理である。
庄内地方の家庭料理であり、来客時のもてなしの料理とされる。殻を取り除いたソバの実を茹で、冷たいそばつゆをかけた料理である。宴席の最後に締めの料理として出されることも多い。
もともとは京都の精進料理であったが、江戸時代に北前船によって港町である酒田に伝わったものと考えられている。
缶詰やレトルトのむきそばも製造、販売されている。
2022年度（2023年3月）、100年フード「伝統の100年フード部門」に認定された。